# Costa Rica nos Jogos Olímpicos de Verão de 2020
Costa Rica está representada nos Jogos Olímpicos de Verão de 2020 por um total de catorze desportistas, oito mulheres e seis homens, que competem em sete desportos. O responsável pela equipa olímpica é o Comité Olímpico Nacional da Costa Rica, bem como as federações desportivas nacionais da cada desporto com participação.
Os portadores da bandeira na cerimónia de abertura foram o judoca Ian Sancho Chinchila e a atleta Andrea Vargas.